# Gmina Dobra (Powiat Limanowski)
Die Gmina Dobra ist eine Landgemeinde im Powiat Limanowski der Woiwodschaft Kleinpolen in Polen. Ihr Sitz ist das gleichnamige Dorf.

## Gliederung
Zur Landgemeinde (gmina wiejska) Dobra gehören folgende Dörfer mit einem Schulzenamt:
Chyszówki
Dobra
Gruszowiec
Jurków
Porąbka
Półrzeczki
Przenosza
Skrzydlna
Stróża
Wilczyce
Wola Skrzydlańska